# 高西翔太
高西 翔太（たかにし しょうた、1987年2月25日 - ）は、日本の元プロレスラー。

## 歴史
2005年4月に全日本プロレスに入門したが、11月に退団し、キングスロードに入門。
2006年1月15日、後楽園ホールで行われたキングスロード旗揚げ戦における石川雄規戦でデビュー。
2006年7月1日のキングスロード崩壊に伴いZERO1（当時：ZERO1-MAX）へ移籍、同時に大森隆男のチーム「アックスボンバーズ」の新メンバーとして加入した。
2006年11月14日、後楽園ホールで行われた第1回GPWA興行「Realize」では第1試合、プロレスリング・ノアとZERO1-MAXとの対抗戦に出場、一番若い高西がノア勢に痛めつけられる展開になったものの、負けん気の強い戦いを見せて評価を上げた。
2008年5月29日後楽園ホールにて引退試合を行ったが、2009年10月10日に復帰。
2012年5月19日、首の負傷で長期欠場していたが、選手生活を断念。自衛隊へ入隊するため引退届を提出した。

## 得意技
フロッグスプラッシュ
フィッシャーマンズスープレックス